# UTV (Россия)
Городской телеканал UTV — российский информационно-развлекательный телеканал. Осуществляет вещание с 20 июля 2009 года в кабельной сети компании «Уфанет». Основа телеканала — городские новости и телепроекты, посвященные событиям, мероприятиям и проблемам регионов. Зона вещания — Башкортостан, Оренбургская область, Татарстан. Города присутствия — Уфа, Октябрьский, Стерлитамак, Салават, Ишимбай, Мелеуз, Туймазы, Нефтекамск, Казань, Оренбург и Орск. В каждом из этих городов телеканал имеет свой пресс-центр.

## История
Первый эфир телеканала состоялся 20 июля 2009 года, на телеканале были запущены первые проекты — «UNews» и «Ючебник». В течение года появилось около десяти проектов и 3 июня 2010 года телеканал перешел на 24-часовое вещание.
С мая 2011 года телеканал начал вещание в формате Full HD.

## Философия
Телеканал позиционирует себя как позитивный и открытый к общению со своими зрителями.
Городской телеканал активно участвует в жизни города и поддерживает различные мероприятия и праздники.
Также телеканал периодически сам организует мероприятия: «Открытый кинопоказ» в 2012 и 2013 годах, на котором показывают известные фильмы на свежем воздухе, «День рождения UTV».
Одним из проектов, который оказал заметное влияние на города вещания телеканала стал «Город творчества», в рамках которого художники и дизайнеры нарисовали на стенах домов пять масштабных рисунков.

## Эфир
На телеканале действует более 20 собственных телепроектов различной направленности: информационный проект «UNews», историческая программа «Мой город», автомобильная передача «102RUS», танцевальный проект «Танцуй», передача о киноновинках «Кинофреш» и многие другие.
Также на UTV можно увидеть российские и советские фильмы, мультфильмы и познавательные передачи.

## Награды
Телеканал является лауреатом и финалистом премии «ТЭФИ-регион». В 2011 году UTV вышел в финал в двух номинациях — «Развлекательная передача» с проектом «Танцуй!» и «Телевизионный дизайн».
В 2013 году телеканал взял статуэтку в номинации «Телевидение и жизнь: специальный проект» за фильм «Весенний бал 2013».
В 2015 году за проект «Город творчества» телеканал получил награду национальной премии в области многоканального цифрового ТВ «Большая цифра».
Также канал регулярно занимает призовые места в городском конкурсе «Интернет-выбор».

## Интересные факты
- На базе городского телеканала UTV создано два телеканала — Живая природа[15][16] и Глазами туриста[17].

## В интернете
- utv.ru — официальный сайт телеканала
- Видео на YouTube